# Sébastien Giniaux

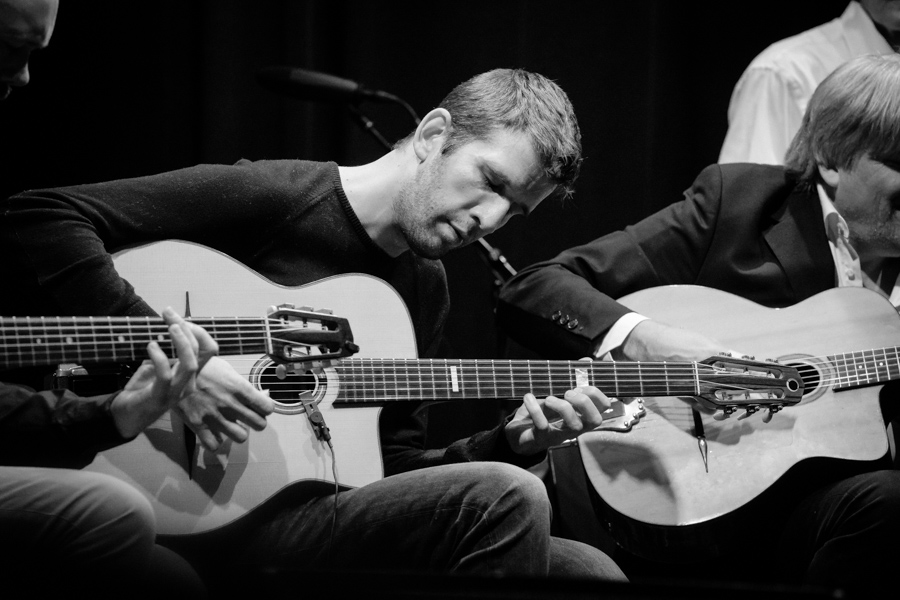
Sébastien Giniaux (2018)

Sébastien Giniaux (* 1981) ist ein französischer Musiker des Gypsy-Jazz (Geige, Gitarre, auch Cello, Komposition, Arrangement), der sich sowohl im Gypsy-Jazz als auch in der Folk- und Weltmusik betätigte.

## Leben und Wirken
Giniaux wuchs in Bourg-la-Reine, einer Vorstadt im Süden von Paris auf und hatte ab seinem siebten Lebensjahr Geigenunterricht am Konservatorium in Bourg-la-Reine bei Étienne Cardoze; später studierte er am C.N.R. in Boulogne-Billancourt und in Aubervilliers-la Courneuve. Mit 18 Jahren fing er an, sich autodidaktisch mit Gitarrenspiel und traditionellen Musikstilen zu beschäftigen; beeinflusst wurde er dabei von der Musik Django Reinhardts, Musikstilen des Balkans, der Klassik, des Jazz und der improvisierten Musik. Ab den 2000er-Jahren arbeitete er als Musiker, Komponist und Arrangeur mit verschiedenen Jazz-, Folk- und Weltmusik-Formationen wie Norig, Selmer #607 (u. a. mit Rocky Gresset, Adrien Moignard), Balkan Project, Taraf de Haïdouks (Album Maškaradă, 2007) und Caravan Palace (gleichnamiges Album 2008), in den frühern 2010er-Jahren auch mit dem Sänger Teofilo Chantre (MeStissage, 2011) und mit der Sängerin Irina Björklund (La vie est une fête, 2014). Gegenwärtig (2017) leitet er ein Sextett mit dem Titel Mélodie des choses, mit Joris Viquesnel (Gitarre), Jérémie Arranger (Kontrabass), Mathias Levy (Geige), Chérif Soumano (Kora) und Mihaï Trestian (Cymbalum). Er arbeitete ferner (als Cellist) mit dem Gitarristen David Reinhardt (The Way of Heart, 2008), mit dem Sänger Lemmy Constantine (In Difference, 2009) und mit dem Akkordeonisten Richard Galliano (Cully 2022).